# ان‌جی‌سی ۳۹
ان‌جی‌سی ۳۹ (به انگلیسی: NGC 39) (که با نام‌های یوجی‌سی ۱۱۴، ام‌جی‌سی ۵۲-۵-۱، زی‌دابلیوجی ۴۹۹٫۷۶، یا پی‌جی‌سی ۸۵۲ هم شناخته شده است) یک کهکشان مارپیچی در صورت فلکی زن برزنجیراست.